# 初見健一
初見 健一（はつみ けんいち、1967年〈昭和42年〉 - ）は、日本の著作家、サブカルチャー研究家。

## 来歴・人物
東京都渋谷区出身。日本大学文理学部英文科卒業。
出版社勤務を経て、フリーの著作家となる。自称「“懐かしがり屋”ライター」で、昭和時代の懐古趣味に精通しており、主に日本の高度経済成長期である1960年代から1970年代にかけての子供の文化などを題材として著作活動を行なっている。
主な著作に、玩具、駄菓子、文具などの昭和文化を紹介する代表作『まだある。』シリーズ多数（大空出版）、『ぼくらの昭和オカルト大百科』（同）、『昭和ちびっこ怪奇画報』『昭和ちびっこ未来画報』（青幻舎）、『小学生歳時記』（ダイヤモンド社）などがある。
その一方でインターネット上では、昭和文化の情報を提供するポータルサイト「まだある。昭和ナビ」を運営。団塊の世代にとっては懐かしく、若者世代には新鮮に感じられるような情報を、さまざまなコンテンツを通じて発信している。